# キング島

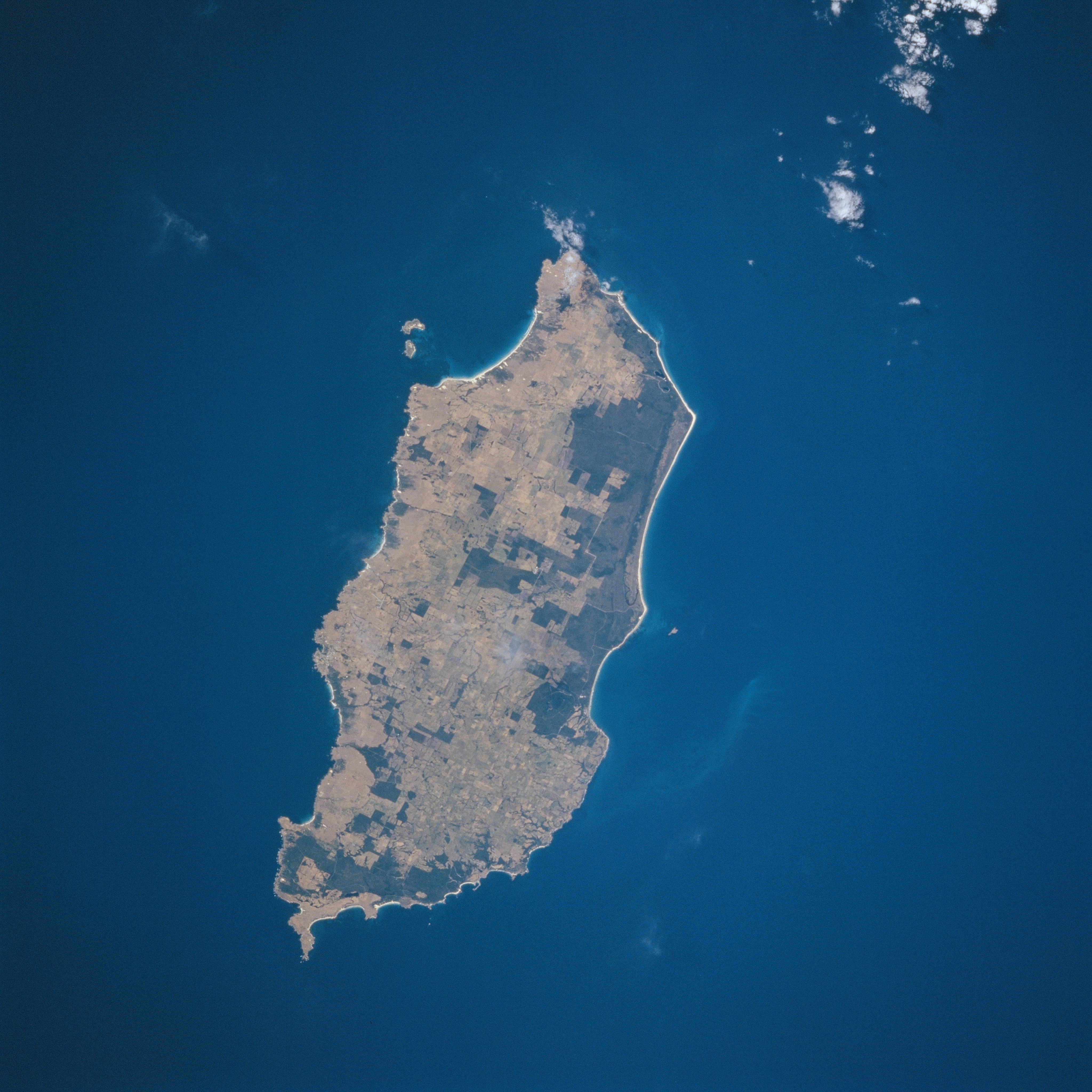
衛星写真, NASA

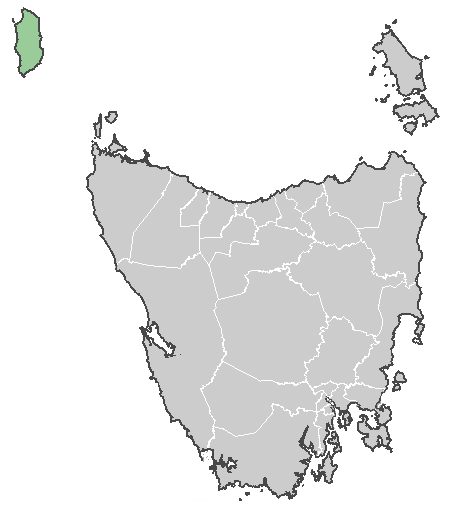
タスマニア州の地図。キング島は北西端にある。

キング島（King Island）とは、オーストラリアのタスマニア州を構成する島の一つ。南緯40度、東経144度、バス海峡の西端に位置する。タスマニア島の北西にあり、ビクトリア州とタスマニア島の中間地点でもある。島の名前は1801年に命名された。当時、ニューサウスウェールズ州総督であったフィリップ・キング（Philip Gidley King）の名に由来する。タスマニアがニューサウスウェールズ州総督の権限下にあったからである。
1800年にスクーナー船マーサ号の乗組員によりヨーロッパ人に初めて発見された。南北64km、東西25kmのほぼ長方形の島である。面積は1100km2。北東部のラヴィニア州立保護区にはラベンダーティーツリーの沼地林とスゲ、イグサの生える湿地があり、周辺の干潟、ラグーンを含む一帯はアカハラワカバインコやカエルのLitoria raniformisなどの動物の生息地である。一帯はオーストラリア本土とタスマニア島の2つの生態系の移行帯に位置するため、生物多様性のホットスポットとして、1982年にラムサール条約登録地となった。
人口は約1800人（2004年）。このほか約800人の長期滞在者がいる。最大の都市は島の西部に位置するカレー（Currie）。島の東部にはタングステンを含む灰重石の露天掘鉱山であるグラッシー（Grassy）がある。
牛肉、チーズ、ミネラルウォーターのほか、水力発電を経営するハイドロタスマニアに置かれた風力発電施設が有名である。ペンギンや渡り鳥の名所でもある。

## 難破船
バス海峡の中央に位置するため、数多くの難破船が出ており、死者も多い。なかでもイギリスのリバプール港からメルボルンに向かうはずの移民船カタラクの遭難はオーストラリアの民間事故としても最大である。カタラク号は3本マストの帆船であるバーク船だった。キング島西岸で1845年8月4日に難破し、400人が死亡した。このほか、1871年の羊毛運搬船ロックレベン号（Loch Leven）、リバプール港を出航した1874年のブリティッシュアドミラル号（British Admiral）の遭難などが記録に残っている。

## 気温と天候
ケッペンの気候区分によると、温帯のうち西岸海洋性気候（Cfb）に分類される。つまり、イギリス、フランス、ドイツ、ニュージーランドなどと同じ区分に入る。
年平均気温は、10.1度〜16.5度。南半球に位置するため、1月の平均気温は12.5度〜20.3度であり、7月の平均気温は7.8度〜12.9度である。最高気温が30度を超える日は年3.1回、35度を超える日は0.4回ある。最低気温が2度を下回る日は1.0回、0度を下回る日は0.2回である。年間降水量は901.3mm、年平均風速は21.9〜23.5km/hである。